# ماگتیکام
ماگتیکام (انگلیسی: MagtiCom) شرکت مخابرات گرجستانی است، که در سال ۱۹۹۶ تأسیس شد.